# Alchemilla elata
Alchemilla elata es una especie de planta del género Alchemilla, perteneciente a la familia Rosaceae.

## Taxonomía
Alchemilla elata fue descrita por Robert Buser en 1906.

## Distribución
Se encuentra en el territorio del Cáucaso septentrional.